# 渡邊通站
渡邊通站（日语：／ Watanabe-dōri eki */?）是一個位於日本福岡縣福岡市中央區渡邊通二丁目，屬於福岡市地下鐵七隈線的鐵路車站。渡邊通之名來自於曾經為此地的路面電車博多電氣軌道的設立作為貢獻的人名。車站編號是N15。

## 歷史
- 2005年（平成17年）2月3日 - 開業。

## 車站構造
位於渡邊通。島式月台1面2線的地底車站。

### 月台配置
| 月台 | 路線   | 目的地                   |
| ---- | ------ | ------------------------ |
| 1    | 七隈線 | 天神南、博多方向         |
| 2    | 七隈線 | 六本松、福大前、橋本方向 |

## 利用狀況
2016年（平成28年）度的1日平均上車人次為3,123人。
開業以後的1日平均上車人次推移如下表。
| 年度               | 1日平均 上車人次 |
| ------------------ | ---------------- |
| 2004年（平成16年） | 1,727            |
| 2005年（平成17年） | 1,406            |
| 2006年（平成18年） | 1,704            |
| 2007年（平成19年） | 1,852            |
| 2008年（平成20年） | 1,937            |
| 2009年（平成21年） | 2,003            |
| 2010年（平成22年） | 2,066            |
| 2011年（平成23年） | 2,140            |
| 2012年（平成24年） | 2,317            |
| 2013年（平成25年） | 2,548            |
| 2014年（平成26年） | 2,650            |
| 2015年（平成27年） | 2,989            |
| 2016年（平成28年） | 3,123            |

## 相鄰車站
福岡市交通局（福岡市地下鐵）
 七隈線
藥院（N14）－渡邊通（N15）－天神南（N16）

## 外部連結
- 福岡市地下鐵 渡邊通站 （页面存档备份，存于）（日語）